# Aldo Canti (acteur)
Pour l'athlète franco-saint-marinais Aldo Canti
Aldo Canti, né à Rome le 16 mai 1941, mort dans la même ville le 21 janvier 1990, est un acteur et cascadeur italien, souvent crédité sous le pseudonyme de Nick Jordan.

## Biographie
Aldo Canti naît dans une famille nombreuse. Tous ses frères et sœurs sont acrobates de cirque. Son père travaillait dans des carrières d'argile. Aldo Canti participe à des scènes d'action de films dans les années 1970 et 1980, et se gagne le surnom de Robustino dans le cinéma romain. Ses acrobaties sont particulièrement remarquées dans Guerre secrète avec Vittorio Gassman et dans la section Il marito di Attilia dans I nostri mariti avec Ugo Tognazzi.

### Mort
Participant à l'organisation de salles de jeux clandestines liées à la Banda della Magliana, il est tué d'un coup de feu à la tête à Rome près du galoppatoio de la Villa Borghese dans la nuit du 21 au 22 janvier 1990 : l'enquête a montré qu'il avait été tué par des gens qu'il connaissait et qui lui devaient de l'argent perdu au jeu. Les assassins n'ont jamais été retrouvés.

## Filmographie partielle
- 1964 : Il trionfo di Ercole, d'Alberto De Martino
- 1965 : Guerre secrète (The Dirty Game) de Christian-Jaque, Werner Klingler, Carlo Lizzani et Terence Young
- 1966 : I diafanoidi vengono da Marte, d'Antonio Margheriti
- 1966 : I nostri mariti, de Luigi Zampa, Dino Risi et Luigi Filippo D'Amico
- 1967 : I fantastici 3 Supermen, de Gianfranco Parolini
- 1968 : Coplan sauve sa peau, d'Yves Boisset
- 1969 : 5 per l'inferno, de Gianfranco Parolini
- 1969 : Sabata (Ehi amico... c'è Sabata. Hai chiuso!), de Gianfranco Parolini
- 1971 : Le Retour de Sabata (È tornato Sabata... hai chiuso un'altra volta!), de Gianfranco Parolini
- 1972 : À qui le tour ?, de Gianfranco Parolini
- 1975 : Superuomini, superdonne, superbotte, d'Alfonso Brescia
- 1976 : Sangue di sbirro, d'Alfonso Brescia
- 1977 : Anno zero - Guerra nello spazio, d'Alfonso Brescia
- 1977 : Yéti, le Géant d'un autre monde (Yeti - Il gigante del 20º secolo), de Gianfranco Parolini
- 1977 : Deux Super-flics (I due superpiedi quasi piatti), d'Enzo Barboni
- 1978 : Cosmo 2000 - Battaglie negli spazi stellari, d'Alfonso Brescia
- 1978 : Napoli... serenata calibro 9 (it), d'Alfonso Brescia
- 1979 : 3 Supermen contro il Padrino (it), d'Italo Martinenghi
- 1980 : La tua vita per mio figlio (it), d'Alfonso Brescia